# Christer Gemmel
Harald Christer Gemmel, född 21 januari 1919 i Åtvids församling, Östergötlands län, död 24 september 2001, var en svensk väg- och vattenbyggnadsingenjör.
Gemmel, som var son till provinsialläkare Arthur Gemmel och Elisabeth Olson, avlade studentexamen i Jönköping 1937 och utexaminerades från Kungliga Tekniska högskolan 1942. Han var anställd på Fortifikationsförvaltningen 1942, teknisk assistent vid Statens kommitté för byggnadsforskning 1943–1945, blev avdelningschef på Yxhults AB (Ytong) i Hällabrottet 1946, laboratoriechef 1949, chef för avdelningskontoret i Göteborg 1954 och var marknadsdirektör vid Yxhults AB i Hällabrottet från 1956, varefter han överflyttade till det helägda dotterbolaget Ytong AG i München 1968. Han var planeringschef vid Statens provningsanstalt i Borås från 1976.
Gemmel var verksam inom kommunalpolitiken i Kumla landskommun, där han blev ledamot av kommunalfullmäktige som representant för Högerpartiet 1958 samt i lönenämnden 1960 och i valnämnden 1962.